# Abdij van Marquette
De Abdij van Marquette (voluit: Abbaye du repos de Notre-Dame de Marquette) is een voormalige cisterciënzinnenabdij te Marquette-lez-Lille.

## Geschiedenis
De abdij werd in 1226 gesticht door Johanna van Constantinopel en Ferrand van Portugal. De abdij was afhankelijk van de Abdij van Clairvaux. 
In 1297 werd de abdij geplunderd door de troepen van Filips IV van Frankrijk. Op 23 september 1304 werd in de abdij een wapenstilstand gesloten tussen het Vlaamse en het Franse leger, die in de omgeving van Rijsel weer tegenover elkaar stonden. Het volgende jaar werd de Vlaamse Opstand definitief beëindigd door het Verdrag van Athis-sur-Orge.
In 1340 kwamen de Engelse troepen, tijdens de Honderdjarige Oorlog, langs Marquette, waar ze werden verslagen door de heer van Roubaix. Enkele Britse graven werden in de abdij gevangen gezet. In 1382 trok Karel VI van Frankrijk op tegen de Vlamingen en verbleef in de abdij alvorens zich te begeven in de Slag bij Westrozebeke. 
In 1482 werd de abdij verwoest, voordat nog in hetzelfde jaar de Vrede van Atrecht werd getekend. In 1566 werd de abdij getroffen door de Beeldenstorm.
In 1792 werd de abdij verwoest door brand. Later kwam hier een fabriek. De overblijfselen van de abdij werden in 2005 geklasseerd als monument historique. Tussen 2005 en 2007 werden opgravingen uitgevoerd, waarbij, naast kapitelen, ook overblijfselen van het graf van Johanna van Constantinopel werden aangetroffen. Ook werd een Merovingische begraafplaats en de resten van een Romeinse vicus blootgelegd.